# Brian Bosworth
Brian Keith Bosworth (Spitzname „The Boz“; * 9. März 1965 in Oklahoma City, Oklahoma) ist ein ehemaliger US-amerikanischer American-Football-Spieler und Schauspieler.

## Leben
Bereits im College war Brian Bosworth ein herausragender Spieler und gewann als Linebacker für die Oklahoma Sooners zweimal den Dick Butkus Award, der den besten College Linebacker der Saison prämiert. Das ist bisher keinem anderen Spieler gelungen. Er wurde durch seine extravaganten Frisuren und seine respektlose Art besonders bekannt, wobei er auch öffentlichen Auseinandersetzungen nicht aus dem Weg ging.
Für die Profiliga National Football League (NFL) wurde er 1987 von den Seattle Seahawks gedraftet. Da Bosworth seine Trikotnummer aus dem College, die Nummer 44, beibehalten wollte, diese jedoch in der NFL für Linebacker nicht zur Verfügung stand, wurde er offiziell als Fullback verpflichtet. Die NFL ließ dies anfangs durchgehen, setzte dem Vorgang aber doch ein Ende, und Boworth musste zur Nummer 55 wechseln. Bosworth verklagte daraufhin die NFL, scheiterte jedoch damit. 2015 erlaubte die NFL schließlich das Tragen von 40er Nummern für Linebacker. Diese Regeländerung wird als „Brian Bosworth Rule“ bezeichnet. Sein Vertrag war mit $11 Millionen Dollar für 10 Jahre zu seiner Zeit ein Rekord, sowohl für einen Neuling in der NFL wie auch insgesamt für die Seahawks. Er spielte von 1987 bis 1989 als Linebacker in der Verteidigung. Da er sich nach drei Spielzeiten schwer an der Schulter verletzte und den Profisport aufgeben musste, ist der Eindruck geblieben, dass er sein Geld nicht wert gewesen war. So taucht er auf Platz 6 in der Liste der größten Versager im US-Sport seit 1979 auf, die vom Sportsender ESPN 2004 veröffentlicht wurde. Im Gegensatz zu diesem Eindruck spielte er jedoch in seinen drei Jahren sehr gut.
Im Jahr 1991 gab Bosworth sein Debüt als Schauspieler und trat in dem Actionfilm Stone Cold – Kalt wie Stein auf. Es folgten Auftritte in verschiedenen Serien und Filmproduktionen. 1996 übernahm er eine tragende Rolle in dem Actionthriller One Tough Bastard. Kleinere Auftritte absolvierte er u. a. in Three Kings – Es ist schön König zu sein (1999) und Spiel ohne Regeln (2005).

## Filmografie
- 1991: Stone Cold – Kalt wie Stein (Stone Cold)
- 1996: Blackout (Fernsehfilm)
- 1996: One Tough Bastard
- 1996: Spill – Tödlicher Virus (Virus)
- 1997: MADtv (Fernsehserie, Folge 2x11)
- 1997: Lawless (Fernsehserie, Folge 1x01 Pilot)
- 1997: Stone Cold II - Heart of Stone (Back in Business)
- 1999: Three Kings – Es ist schön König zu sein (Three Kings)
- 2000: Nash Bridges (Fernsehserie, Folge 6x05 ManHunt)
- 2000: The Operative
- 2001: Mach 2
- 2002: Phase IV – Spiel des Todes (Phase IV)
- 2005: Spiel ohne Regeln (The Longest Yard)
- 2005: CSI: Miami (Fernsehserie, Folge 4x10 Shattered)
- 2009: Rock Slyde
- 2010: Down and Distance
- 2010: Blue Mountain State (Fernsehserie, S.2/E.3)
- 2015: Woran glaubst Du? (Do You Believe?)
- 2019: Was Männer wollen (What Men Want)